# Добржинець Ілля Володимирович
Ілля́ Володи́мирович Добржине́ць (14 серпня 1889, Варшава — 30 серпня 1960, Ленінград) — український радянський та російський радянський диригент, скрипаль і педагог.

## Життєпис
Походить з родини військового капельмейстера. 1902 року закінчив навчання в Варшавському Музичному інституті — клас С. Барцевича.
1910 року закінчив Петербурзьку консерваторію — по класу скрипки у Л. С Ауера, відтоді виступав — соліст і концертмейстер симфонічних оркестрів у містах Російської імперії — Воронеж, Гельсінкі, Ростов-на-Дону, Харків.
Починаючи з 1918 року — у Харкові: соліст і концертмейстер оркестру оперного театру, викладач консерваторії та Музично-драматичного інституту, викладав у Харківській музичній школі. 1920 рік — професор Харківської консерваторії.
З 1931 року працював диригентом та концертмейстером Харківської філармонії.
З 1932 року — соліст та концертмейстер Державного симфонічного оркестру УРСР.
Автор «Ритмічних етюдів» для скрипки, транскрипцій для скрипки творів українських композиторів.